# Мерцон (Тексас)
Мерцон (енгл. Mertzon) град је у америчкој савезној држави Тексас. Налази се у округу Ајрион, чије седиште. По попису становништва из 2010. у њему је живело 781 становника.

## Демографија
Према попису становништва из 2010. у граду је живело 781 становника, што је 58 (6,9%) становника мање него 2000. године.
| Група             | 2000.       | 2010.       |
| Белци             | 546 (65,1%) | 477 (61,1%) |
| Афроамериканци    | 5 (0,6%)    | 9 (1,2%)    |
| Азијати           | 0 (0,0%)    | 1 (0,1%)    |
| Хиспаноамериканци | 287 (34,2%) | 280 (35,9%) |
| Укупно            | 839         | 781         |